# Leucauge obscurella
Leucauge obscurella là một loài nhện trong họ Tetragnathidae.
Loài này thuộc chi Leucauge. Leucauge obscurella được Embrik Strand miêu tả năm 1913.